# Tsunemasa

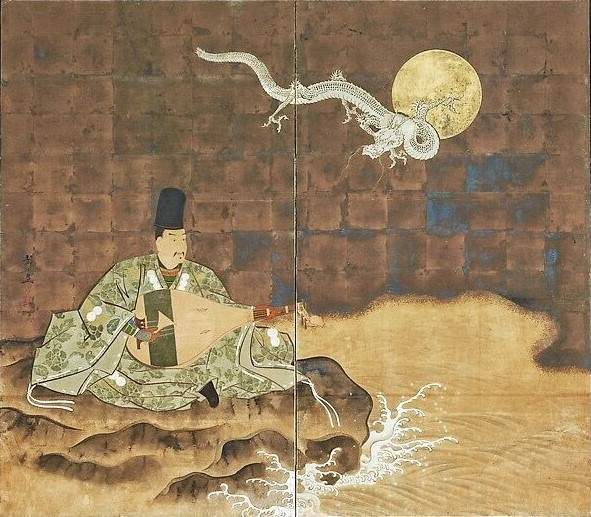
Taira no Tsunemasa

Tsunemasa (japanisch 経政), der Vorname einer historischen Persönlichkeit aus dem Ende der Heian-Zeit, bildet den Titel eines Nō-Dramas von Seami. Das Stück ist im Rahmen der Nō-Kategorie ein Zweitspiel.

## Vorbemerkung
Taira no Tsunemasa (平 経政; 1124–1185) war ein Bruder des Taira no Kiyomori. Er verlor sein Leben in der Seeschlacht von Dan-no-ura. 
Die Handlung spielt am Tempel Ninna-ji in Kyōto.
Es treten folgende Personen auf:
- Waki: Abt des Ninna-ji, Sōzu Gyōkei (僧都 行慶)
- Shite: Der Geist des Taira no Tsunemasa

## Handlung
1. Akt
  1. Vorspiel. Gyōkei tritt auf. Namensnennung. Es soll eine Totenmesse gehalten werden, dabei soll die Biwa des Verstorbenen als Opfergabe dienen. Erstchor: „Die Biwa ... und insbesondere die Seizan-Laute[A 2] bringen wir.“
  2. Tsunemasa, außerhalb der Bühne sprechend. Frage und Antwort. Gyōkei: „Wie seltsam! Mir war, als sah ich einen Schatten einer Gestalt im Schein unserer Fackel ...“ Tsunemasas Geist entschwindet wieder. „Ich bin der Geist Tsunemasas. Euer Gebet ließ meinen Schatten euch sichtbar werden.“ Chor: „Nur als zauberisches Gespenst, körperlos für immer, kann ich in diese Welt wiederkehren ...“
  3. Frage und Antwort. Gyōkei: „Wie seltsam! Er entschwandt und seine Stimme ist immer noch um mich ...“ Tsunemasa erwidert, „der einstigen Tage und der hohen Gunst gedenkend ... Immer spielte ich die Laute.“ Chor: „Er griff sie und spielte sie. Wie diese Töne unser Herz ergreifen!“
  4. Wechselrede: „Für die Toten spielen wir ...“ der Abgeschiedene stiehlt sich zur Laute hin. Der Chor rezitiert, das gipfelt mit einem Zitat aus einem Gedicht des Bai Juyi als Deklamation, „Die erste, die zweite Saite ...“ Höhepunkt, Tanz.
  5. Abschluss

## Hinweis
Dieses Nō ist unter dem Titel „Zeami Motokiyo: Die Laute des Tsunemasa“ unter der Regie von Walter Knaus mit dem Sprecher Erich Uhland im Jahr 1953 als Hörspiel gebracht worden.